# Santa Compaña
La Santa Compaña és, en la mitologia gallega, una processó de morts o d'ànimes en pena que a partir de la mitja nit recorren els camins. El propòsit d'aquesta processó és el de visitar o avisar a totes aquelles cases en les que en breu hi haurà un mort. Es tracta d'una tradició present també al nord de Portugal i en alguns indrets de l'oest d'Astúries.
A Astúries es coneix com a "Güestia".
Existeixen llegendes similars a les províncies de Lleó, Zamora, Salamanca i a Estremadura amb el nom de Huéspeda i en altres llocs de Castella amb el nom d'Estantigua. El nom de Santa Compaña sembla tractar-se d'una contaminació culta de l'expressió llatina "sanctam cum pania"

## Orígens

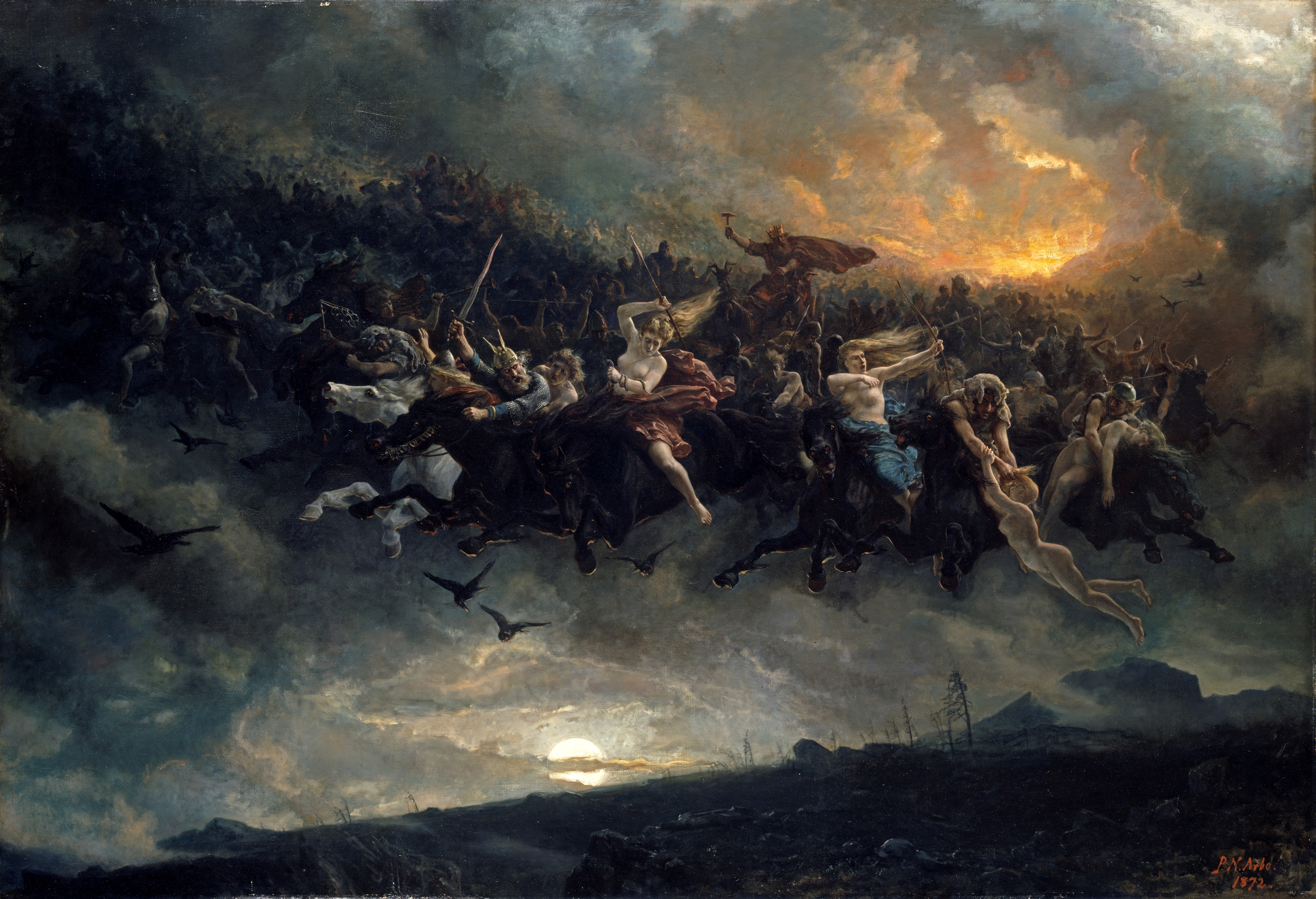
Representació de la Cacera infernal de l'artista noruec Peter Nicolai Arbo. Pintura del 1872

El tema de les processons de morts o d'ànimes és propi de la literatura i de les tradicions culturals de l'Europa occidental des de l'edat mitjana. La creença en la Santa Compaña sembla que beu d'influències antigues vinculades amb tradicions europees d'arrel indoeuropea i que el cristianisme més o menys assimilarà.
Ja Martín Sarmiento, al segle xviii, i testimoni directe d'aquestes llegendes, es va convertir en un dels partidaris de considerar la Santa Compaña un fenomen vinculat a la mitologia europea, més que no pas una creença lligada a les processons d'ànimes de tradició cristiana. Xoán Cuveiro Piñol insistirà en aquesta teoria al considerar-la un mite lligat al sluagh i a la "cacera infernal".
Precisament tindrà la mateixa teoria l'antropòleg Carmelo Lisón Tolosana sobre la relació que podria tenir amb el mite de la Cacera infernal. Segons una investigació etnogràfica que va publicar sobre la Santa Compaña, estaria relacionada amb el mite germànic que van difondre les invasions d'aquests pobles durant el Baix Imperi i l'Alta Edat Mitjana amb el nom d'estandiga. Estantiga (amb "t") és amb el nom que assenyala Sarmiento que es coneix la Santa Compaña a algunes zones d'Ourense.
Tot i així no tots els autors han estat d'acord amb la teoria de l'herència germànica. Vicente Risco veia en la Santa Compaña una tradició d'arrel cristiana amb molt poques influències antigues. Segons aquest autor, per exemple, l'aspecte màgic que té aquesta tradició és una simple manifestació de la pròpia religiositat fora de les normes de la religió vigent.
En la documentació inquisitorial gallega dels segles XVI i XVII hi trobem referències de creences en ànimes errants que no van anar ni al Paradís, ni a l'Infern, ni al Purgatori.

## Denominacions
L'Estantiga (etimològicament, huest antigua) és un mite present amb diverses variants en tot el quadrant nord-oest de la península Ibèrica, on hi rep també el nom de Güestia (Astúries), Güéspeda o Genti de Muerti. A Galícia la Santa Compaña rep molts noms diferents que reflecteixen una adaptació particular de la creença a cada zona:
- Compañía, Compaña
- As da noite, antaruxada, avisóns, avexón,
- Enxamio, estadea, estantiga, estandiga, estadeíña són les formes que més connecten amb la llegenda germànica.
- Hoste, forma que assimila la formació de la comitiva d'ànimes a una host o companyia militar.[2]
- Pantaruxada
- Pantalla, en opinió de Vicente Risco, fusió dels termes gallecs «pantasma» i «espantallo». Pantalla es diu a Beariz. Les màscares de l'entroido de Xinzo de Limia, també es coneixen amb el nom de pantallas.[2]
- Procesión das ánimas o Procissão das almas, aplicat especialment al sud de Galícia, sobre tot a Ourense, i al nord de Portugal.
- Rolda, roldiña
- Visión,
- Visita,
- Xaira, nom recollit per Martín Sarmiento usat a la zona d'Ourense al segle xviii.[2]
- Xáns, també recollit per Martín Sarmiento a la regió d'Ourense (jáns, xáns), fantasmes de vius.[2]
- Sociedade do Óso, societat de gent que viu tant en aquest món com en el més enllà i que recorren els camins igual com ho fa la Santa Compaña.[2]
- Xás, fantasmes, ànimes en pena, que caminen de nit per a fer mal als vius.[2]

## El mite

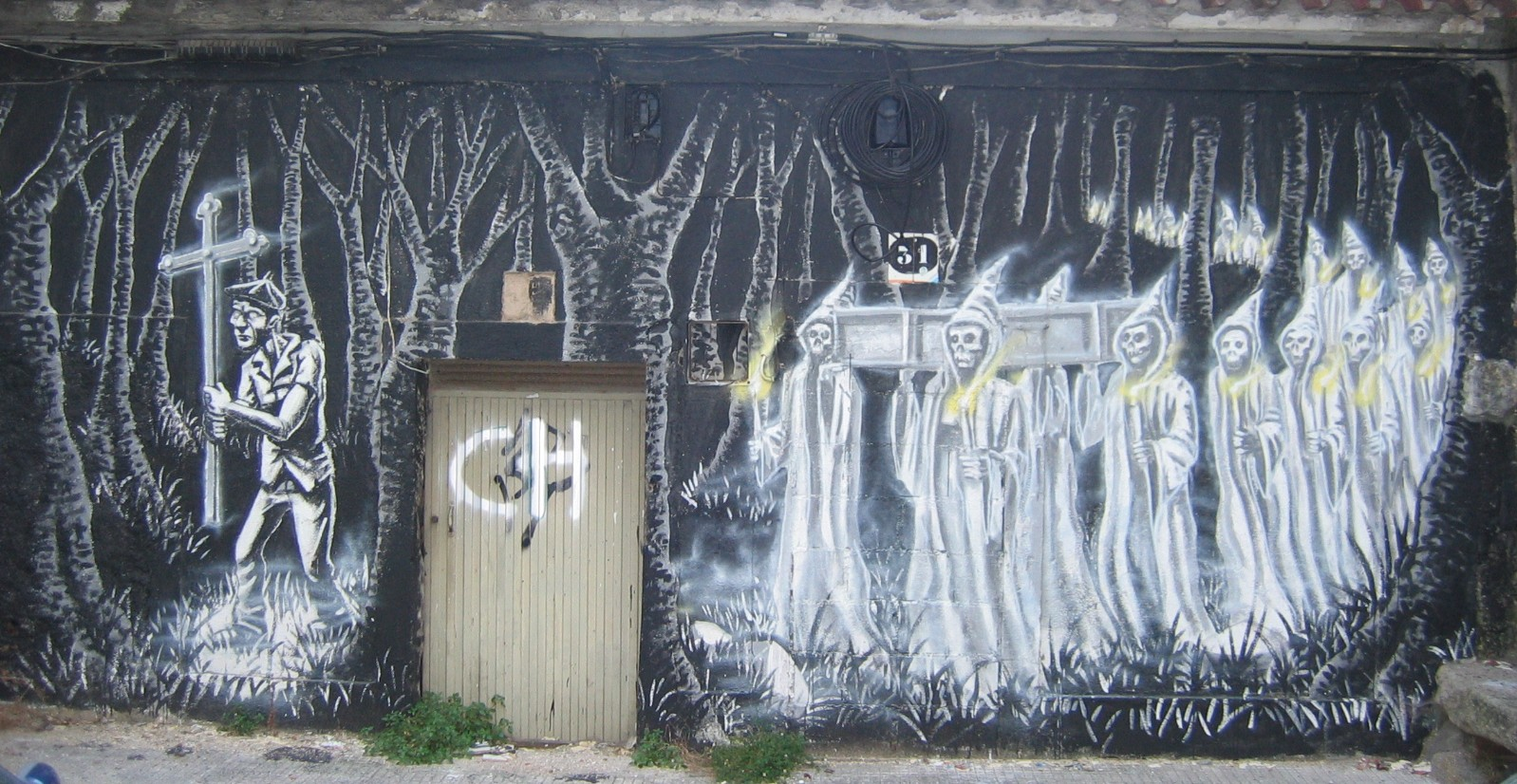
La Santa Compaña. Pintura al carrer Almirante Matos de Pontevedra.

### Descripció
El folklorista Xesús Rodríguez López va fer una descripció clàssica de la Santa Compaña:
| «                                                         | La Compaña és la reunió d'ànimes del Purgatori per a una finalitat determinada. A les dotze de la nit s'alcen els difunts, surten en processó per la porta principal, una persona viva hi va al davant amb la creu i el calder d'aigua beneïda, i no pot, sota cap pretext, girar el cap. Cada difunt du una llum que no es veu, però es percep clarament l'olor de la cera que crema. La comitiva tampoc no es veu, però es percep l'airet que produeix el seu pas. El desgraciat director només pot dispensar-se d'aquesta tan tètrica comesa trobant a una altra persona i entregant-li la creu i el calder, abans que faci un cercle al terra, amb el que queda lliure de dirigir la Compaña. | » |
| — Xesús Rodríguez López, Supersticiones de Galicia (1895) | |   |

Tot i que l'aspecte de la Compaña varia segons la tradició de cada zona, la versió més estesa afirma que està formada per una comitiva d'ànimes en pena, vestides amb túniques negres i caputxa, que vaguen durant la nit.
Aquesta processó d'ànimes forma dues fileres, van cobertes amb sudaris i amb els peus descalços. Cada fantasma du una espelma encesa i al seu pas deixa l'olor de cera en l'ambient. Al capdavant de la companyia fantasmal hi ha un espectre vell anomenat Estadea.
La processó va encapçalada per un viu (mortal) que porta una creu i un calder d'aigua beneïda. El segueix el seguici d'ànimes, no sempre visible, però que se'n pot percebre la presència per l'olor de cera i el vent que s'alça al seu pas.
La persona viva que precedeix la processó pot ser un home o una dona, dependent de si el patró de la parròquia és un sant o una santa. També es creu que qui realitza aquesta "funció" no recorda durant el dia què ha passat durant la nit; únicament es podran reconèixer les persones penades amb aquest càstig per estar extremadament primes i pàl·lides. Cada nit que passi, la seva llum serà més intensa i la seva pal·lidesa anirà en augment. La Santa Compaña no els permet de descansar cap nit, cosa que fa que la seva salut se'n ressenteixi sense que ningú pugui explicar d'on li ve el mal. Estan condemnats a vagar nit rere nit fins que morin o fins que algú altre sigui sorprès per la Santa Compaña; en aquest cas la persona que encapçala la processó haurà de passar la creu que porta.
Les ànimes que integren la Santa Compaña caminen mentre resen (quasi sempre el rosari), canten cançons fúnebres i toquen una campaneta. Al seu pas s'aturen tots els sorolls del bosc, només se senten unes campanes. Els gossos anuncien l'arribada de la Santa Compaña udolant desmesuradament i els gats fugen esparverats.

### Com deslliurar-se'n?
Existeixen varis remeis per alliberar-se'n, en el cas que es manifesti:
- Obrir els braços en creu i pronunciar el nom de Jesucrist en el moment que et vagin a donar la creu
- Respondre cruz teño (tinc creu en català) quan el viu que du la creu intenti donar-te-la.
- Dur les mans ocupades amb alguna cosa, com per exemple un pal o una pedra.
- Estirar-se al terra de bocaterrosa. Amb aquest sistema t'alliberes de la creu, però és possible que el seguici passi per sobre teu aixafant-te.
- Traçar amb una creu un cercle al terra i posar-s'hi dins.
- Dur a sobre un escanyapolls o cabesses d'all.
- Allunyar-se del camí per on va la Santa Compaña, si la veiem venir de lluny.